# Gugu Mbatha-Raw

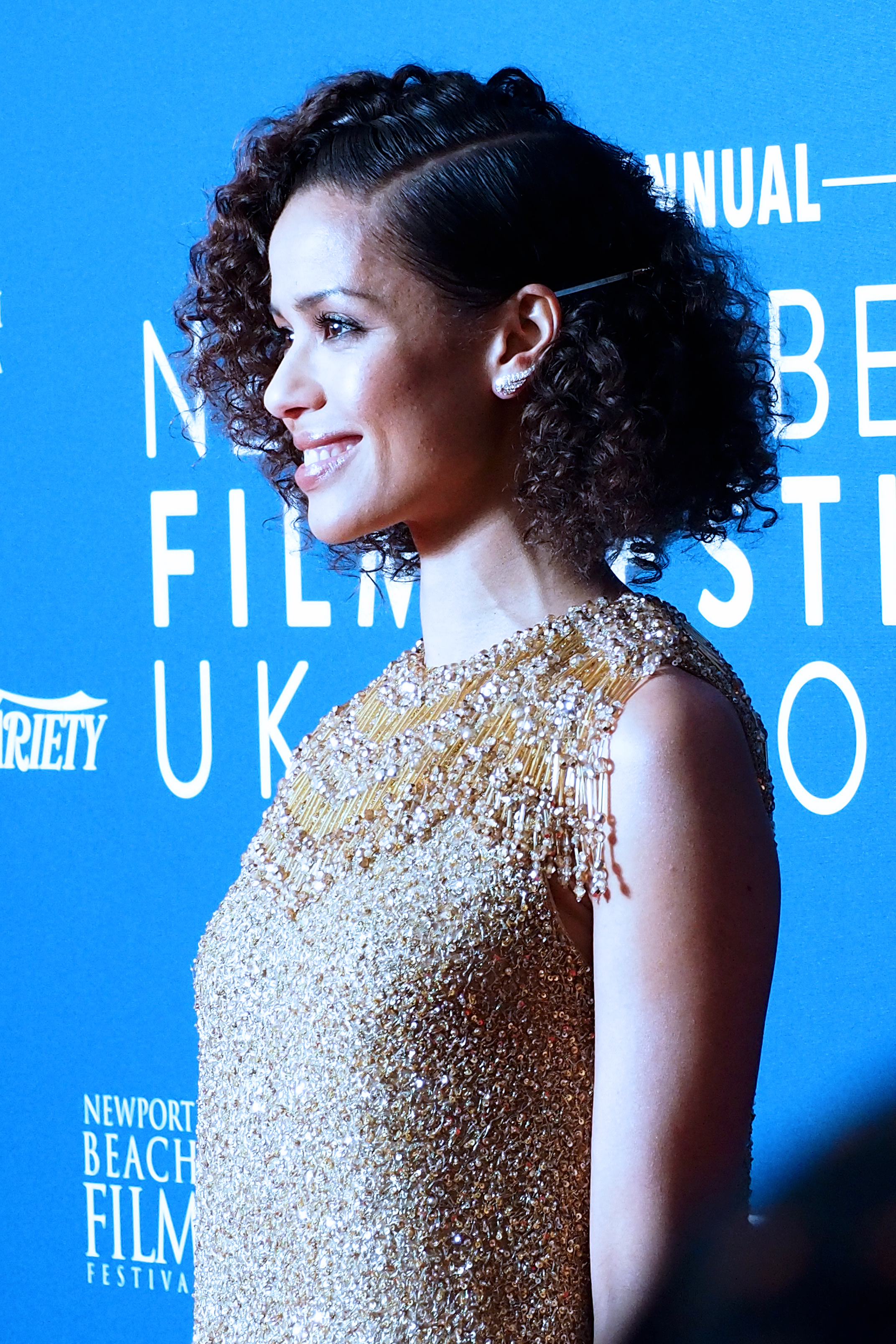
Gugu Mbatha-Raw (Newport Beach Film Festival, 2020)

Gugu Mbatha-Raw, właśc. Gugulethu Sophia Mbatha (ur. 21 kwietnia 1983 w Oksfordzie) – brytyjska aktorka filmowa, telewizyjna i teatralna.

## Filmografia

### Film
| Rok  | Tytuł                       | Rola                    | Uwagi |
| ---- | --------------------------- | ----------------------- | ----- |
| 2011 | Larry Crowne. Uśmiech losu  | Talia                   |       |
| 2012 | Odd Thomas: Pogromca zła    | Viola                   |       |
| 2013 | Belle                       | Dido Elizabeth Belle    |       |
| 2014 | Beyond the Lights           | Noni Jean               |       |
| 2015 | Jupiter: Intronizacja       | Famulus                 |       |
| 2015 | Wstrząs                     | Prema Mutiso            |       |
| 2016 | The Whole Truth             | Janelle                 |       |
| 2016 | Rebeliant                   | Rachel                  |       |
| 2016 | Sama przeciw wszystkim      | Esme Manucharian        |       |
| 2017 | Piękna i Bestia             | Puf Puf                 |       |
| 2018 | Paradoks Cloverfield        | Hamilton                |       |
| 2018 | Nie ma drugiej takiej       | Abbie                   |       |
| 2018 | Pułapka czasu               | dr Kate Murry           |       |
| 2018 | Pędzące kolory (Fast Color) | Ruth                    |       |
| 2018 | Farming                     | panna Dapo              |       |
| 2019 | Osierocony Brooklyn         | Laura Rose              |       |
| 2020 | Come Away                   | dorosła Alice Littleton |       |
| 2020 | Niepokorna miss             | Jennifer Hosten         |       |
| 2020 | Kraina lata (Summerland)    | Vera                    |       |
| 2024 | Skok w przestworzach (Lift) | Abby                    |       |

### Telewizja
| Rok        | Tytuł                               | Rola             | Uwagi                                             |
| ---------- | ----------------------------------- | ---------------- | ------------------------------------------------- |
| 2004       | Szpital Holby City                  | Collette Hill    | 1 odcinek                                         |
| 2006       | Vital Signs                         | Eve              | 5 odcinków                                        |
| 2006       | Walk Away and I Stumble             | pielęgniarka     | film TV                                           |
| 2006       | Bad Girls                           | Fidelity         | 2 odc.                                            |
| 2007       | Tajniacy                            | Jenny            | 9 odc.                                            |
| 2007       | Doktor Who                          | Tish Jones       | 4 odc.                                            |
| 2007       | Panna Marple                        | Tina Argyle      | w części Panna Marple: Próba niewinności          |
| 2008       | W świecie Jane Austen               | Piranha          | 2 odc.                                            |
| 2008       | Kopignaty                           | Viv Davis        | w gł. obsadzie                                    |
| 2008       | Trial & Retribution                 | Jenny Miller     | 1 odc.                                            |
| 2009       | Fallout                             | Shanice Roberts  | część serii Disarming Britain na kanale Channel 4 |
| 2010       | Pan i pani Bloom                    | Samantha Bloom   | główna rola (wszystkie 13 odcinków)               |
| 2012       | Touch                               | Clea Hopkins     | 13 odcinków (sezon 1)                             |
| 2015       | Galaxy World of Alisa               | Phlos (głos)     | dubbing brytyjski, odc. Dangerous Beauty          |
| 2016       | Czarne lustro                       | Kelly            | odc. San Junipero                                 |
| 2019       | The Dark Crystal: Age of Resistance | Seladon          | 9 odc.                                            |
| 2019       | The Morning Show                    | Hannah Shoenfeld | w gł. obsadzie                                    |
| 2021       | Dziewczyna przede mną               | Jane             | w gł. obsadzie                                    |
| 2021–2023  | Loki                                | Ravonna          | w gł. obsadzie                                    |
| 2022, 2025 | Spod powierzchni (Surface)          | Sophie           | gł. rola                                          |